# 高谷川 (栗山川水系)
高谷川（たかやがわ）は、千葉県香取郡多古町・山武郡芝山町・同郡横芝光町を流れる栗山川水系の二級河川。

## 概要
多古町一鍬田の田園から流れ出している。南流し、すぐに芝山町に入る。横芝光町に入ると東に向きを変え、多古町と横芝光町の境界を流れ、横芝光町小堤付近で栗山川に注ぐ。

### 成田空港C滑走路建設
上流端周辺は2029年開業を目指して成田国際空港のC滑走路建設が始まる。そのため、上流部が大規模に埋め立てられ、洪水防止の調節池が多数整備される計画となっている。また、空港補償道路が高谷川中流に整備されるため、中流域においても谷津の風景が大きく変貌する可能性がある。

### 丸木舟
栗山川水系は多くの縄文時代の丸木舟の出土があることで知られた水系であり、高谷川でも何艘かの出土がある。このうち1953年（昭和28年）に出土した丸木舟は年代のはっきりしたものであり、他の丸木舟を比較検討する上で貴重な資料となっている。
1947年（昭和22年）7月に千葉市畑町の落合遺跡で丸木舟が出土し、翌1948年（昭和23年）12月には安房郡豊田村（現在の南房総市）の加茂遺跡でも出土、加茂遺跡では諸磯式土器が出る層の中に埋没しており、縄文時代の前期に使用されたことに疑問をさしはさむ余地はない。しかし落合遺跡出土の舟は伴出した土器などはなく年代が決定できなかった。調査にあたっていた慶應義塾大学考古学研究室の清水潤三は、1953年（昭和28年）「高谷川Ｂ地点」と名付けた遺跡で縄文後期の堀之内式土器を含む土層から一艘の丸木舟を発掘、その形式が落合遺跡のものとよく似ていることを明らかにした。そして、いずれの舟の年代も縄文後期と特定し、縄文時代における丸木舟発達のあとをたどる扉を開くことになった。
首都圏中央連絡自動車道（大栄JCT～松尾横芝IC）建設に伴う2023年（令和5年）12月までの発掘調査に於いて、縄文時代の丸木舟が一挙に15艘出土した。

## 橋梁
上流より
- 千代田橋（国道296号）
- 境橋
- 高谷橋（千葉県道45号）
- 与平橋（千葉県道79号線）